# Casa al carrer del Carme, 9 (Tàrrega)
Casa al carrer del Carme, 9 és una obra de Tàrrega (Urgell) protegida com a Bé Cultural d'Interès Local.

## Descripció
Situada al centre urbà de Tàrrega, en una zona adaptada a vianants amb alta presència de comerç local. Casa entre mitgeres, de planta irregular amb quatre nivells i coberta composta. Presenta la façana fent xamfrà, adaptant-se a la girada del carrer i ocupant tres obertures dels porxos que el conformen. A la planta baixa hi ha tres grans aparadors quadrangulars, un dels quals s'utilitza com a accés al comerç, i al costat d'aquest, hi ha una finestra quadrangular de menors dimensions. L'accés a l'habitatge es fa des del carrer Santa Anna, on s'hi obre una porta d'arc a nivell, de dues fulles i de fusta, coronada per una finestra reixada. Als tres pisos hi ha un total de divuit balcons independents amb baranes de ferro forjat decorades amb volutes. En conjunt destaquen per la seva disposició simètrica i la disminució de les seves dimensions a mesura que ascendeixen. Damunt la porta d'accés a l'habitatge hi ha tres finestres reixades, una per cadascun dels nivells. Les façanes es presenten estucades però amb tipologia variant segons el nivell. Als baixos, damunt un gran sòcol buixardat, imiten carreus amb juntures d'ampla filada. A la resta, en canvi, són a base de franges horitzontals dividides per un seguit de pilastres estriades, disposades entre línies d'imposta, delimitant visualment els eixos de les obertures del primer i segon nivell. A la façana xamfrà entre el carrer del Carme i el carrer Santa Anna, hi ha dues grans pilastres estriades disposades a les cantonades, a manera de cadena cantonera i remarcant els angles. Els emmarcaments de les obertures dels pisos són a la vista, deixant al descobert llinda i brancals. Als baixos, en canvi, són motllurats amb diverses filades. Culmina la façana una cornisa amb permòdols que formen arcuacions.